# Abadía de Notre-Dame-du-Réconfort

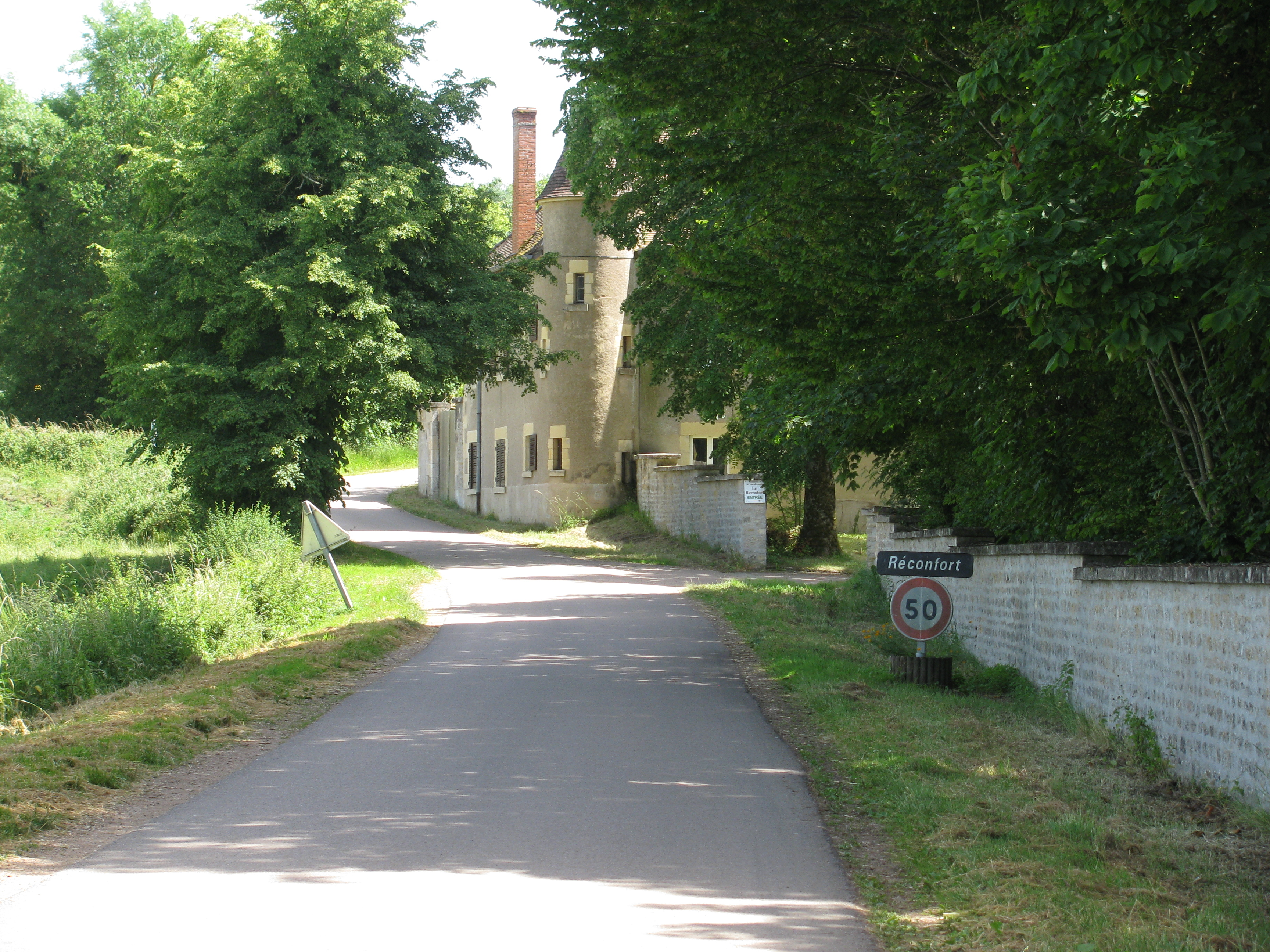
Le Réconfort

La abadía de Notre-Dame-du-Réconfort (N.ª S.ª de la Comodidad o bienestar), también llamada de la consolación de la Virgen, fue una abadía de monjas de la Orden del Cister, fundada en 1235 por la condesa de Nevers y Forez, Matilde de Courtenay. Hoy en día es una clínica de rehabilitación. Se encuentra en un lugar llamado Le Réconfort, en Saizy, departamento de la Nièvre (Francia).

## Historia
La Condesa de Nevers, Mathilde de Courtenay (o Mahaut), firmó la carta de fundación en 1244, confirmada por el Papa Inocencio IV, que vino a consagrar la iglesia en 1246. La abadía prosperó durante cuatro siglos. En el siglo XVI las guerras de religión en Francia causaron un gran daño. Al final del mandato de Jeanne VI de Magdalen Ragny (1615-1633), la abadía está arruinada y es abandonada. Pero pronto, Angélica Viesvres Launay, que se hizo cargo del lugar en 1634, la restauró con el apoyo económico de su padre. Se hicieron ampliaciones en el siglo XVIII y hasta se construyó un nevero en el bosques cercano.
Con el tiempo la vida mundana terminó reemplazado el fervor primitivo. Tal fue el triste estado de la abadía cuando la tormenta revolucionaria dispersó a los religiosos. La última abadesa, Margarita de Seiveyrac estuvo representada en las reuniones del clero que hubo en las bailías de Nevers y Saint-Pierre-le-Moutier. El padre Philippe Levacq, capellán de Réconfort, fue acusado en 1793 de contrarrevolucionario. Condenado a muerte por el Tribunal Penal Nevers el 9 de germinal del año II, fue ejecutado antes de pasadas veinticuatro horas en la plaza Brutus de Nevers.
La abadía se vende a un tal Bardet que comienza la demolición del edificio para vender los materiales. Las autoridades del distrito de Corbigny paran los trabajos y la abadía es cedida al Sr. Brunier, que la ocupa en 1823.
El Barón Pierre Francois Charles Dupin (1784-1873), adquirió en 1825 ruinosa abadía y sus dependencias. Luego la restauró y la hizo su residencia. A él se debe la recuperación de los espacios comunes, la granja, el estanque, el paseo de la entrada donde hizo colocar la puerta de honor procedente del Château de Brèves. En 25 años, de 1873 a 1898, su hijo, el conde Ferdinand du Hamelle de Breuil, llevó a cabo importantes obras de restauración de la casa del capítulo, salas abovedadas, bodegas ... Restaura las cuatro fachadas en estilo Luis XIII, eleva el pórtico de la capilla y la puerta de honor. Su nieto André, en el periodo 1898-1949, completa la restauración de las fachadas, rediseña la decoración de los interiores, aumenta los espacios comunes y restaura la sala capitular que transforma en la actual capilla. Lo termina su tataranieto, el Marqués Brazais, fallecido en 1972.

## Arquitectura
El maestro de la obra de los edificios es desconocido. Lps únicos vestigios del siglo XIII son: La sala capitular y la sacristía. La obra mayor es de planta rectangular, de sos plantas, y construcción en piedra calcárea. La cubierta es de bóveda de cañón, de ojivas y de aristas. El tejado es de pizarra. Escaleras curvas decoradas con motivos vegetales esculpidos.
El edificio no está clasificado ni inscrito en el inventario general de Borgoña.

## Sepulturas
De Matilde de Courtenay, fundadora de la abadía, fallecida el 29 de julio de 1257. Fue enterrada en el claustro de acuerdo a su voluntad y en el siglo XVI, sus restos fueron trasladados a la capilla delante del altar. Lápida funeraria de Guillaume d'Arsi y su esposa, fechadas en 1331 (el), y 1325 (ella).